# Marek Pisula
Marek Pisula (ur. 6 lutego 1969 we Wrocławiu) – polski judoka, olimpijczyk z Atlanty 1996.
W trakcie kariery sportowej reprezentował klub AZS AWF Wrocław. Brązowy medalista mistrzostw Europy juniorów w roku 1989 w wadze 78 kg.
Medalista (w wadze 86 kg) mistrzostw Polski:
- złoty w roku 1997
- srebrny w roku 1996
- brązowy w latach 1993, 1994.

Uczestnik mistrzostw Europy w roku 1994 podczas których w wadze 86 kg zajął 7. miejsce.
Na igrzyskach w Atlancie wystartował w wadze średniej zajmując 32. miejsce.